# Cephalelus turneri
Cephalelus turneri är en insektsart som beskrevs av Evans 1947. Cephalelus turneri ingår i släktet Cephalelus och familjen dvärgstritar. Inga underarter finns listade i Catalogue of Life.